# Zdeněk Jílek
Zdeněk Jílek (Jihlava, 7 juin 1919 – 28 avril 1999) est un pianiste et professeur de musique tchèque, qui s'est consacré notamment à l'interprétation de la musique du XXe siècle.

## Biographie
Jílek étudie d'abord au Conservatoire de Brno avec Jaroslav Kvapil puis avec Vilém Kurz au Conservatoire de Prague. (Après la mort de Kurz en 1945, sa fille, Ilona Štěpánová-Kurzová poursuit le développement des méthodes de son père) . Il donne son premier concert en République tchèque en 1941. Parmi les prestations mémorables, il faut noter les concerts donnés au Conservatoire de Prague, à Bruxelles et à Paris en 1948. Lors du Festival mondial de la jeunesse et des étudiants à Prague en 1947, il remporte un succès considérable, ainsi que le pianiste russe Kaplan. Son jeu est défini par une grande poésie et une vive imagination, une beauté, une élégance et un raffinement, qui destinent Jílek au répertoire du piano romantique.
Ses plus importantes contributions sont les Variations Paganini , les Sonates de Liszt, Chopin et  Brahms, les études de concert de Smetana, le Concerto pour piano et la Toccata d'Aram Khatchatourian ainsi que la musique de Janáček.

## Pédagogue
Il a été professeur pendant longtemps à l'Académie des arts du spectacle et de la musique de Prague. Parmi ses élèves figurent, Antonín Kubálek et Tomáš Víšek.

## Enregistrements
- Beethoven, Quintette en mi-bémol majeur, op. 16 (2-4 février 1969, Supraphon) (OCLC 22989820)
- Martinů :
  - Trois esquisses pour piano (1972, Supraphon)
  - Otvírání Studánek, pour chœur de femmes, soprano, alto, baryton, narrateur, 2 violons, alto et piano (1967, Supraphon)
  - Legenda Z Dýmu Bramborové Nati, pour chœur mixte, soprano, alto, baryton, flûte, clarinette, cor, accordéon et piano (1967, Supraphon)
- Ilja Hurník, Quatre saisons, suite de chambre - Zdenek Jilek (Piano), Jaroslav St'astny (percussion), Josef Shejbal (hautbois), Bedrich Dobrodinsky (harpe), Alois Rybin (clarinette), Jiri Horak (trompette), Geza Novak (flûte), Frantisek Cech (piccolo), Miroslav Stefek (cor) dir. Karel Ančerl (11-12 novembre 1954, "Karel Ančerl Gold Edition, Vol. 43" Supraphon)